# Алиев, Мамед Рагимович
Мамед Рагимович Алиев (азерб. Məmməd Rəhim oğlu Əliyev) — советский физик , спектроскопист, профессор, доктор физико-математических наук, внесший научный вклад во многие области молекулярной физики. Среди его научных достижений было открытие метода нахождения постоянной центробежного расширения в молекуле, предполагающего правильную интерпретацию динамических эффектов.

## Биография
Мамед Алиев родился 13 октября 1940 года в Маштагах, вблизи Баку в семье Рагима Алиакбар оглы Алиева и Говхара Хилал гызы Алиевой. В возрасте 17 лет Мамед окончил среднюю школу № 128 в городе Маштага, Баку, а в 1957 году поступил в Бакинский государственный университет . Там он изучал физику и математику. В 1961 году продолжил аспирантуру в МГУ и получил докторскую степень. Затем он работал в Институт спектроскопии РАН, который входит в состав Российская академия наук. Он принимал активное участие во Всесоюзных конференциях, проводившихся в чешской столице Праге, 1972—1986 гг., И был награждён  Академия наук Чехии за значительные научные достижения. Кроме того, он опубликовал множество статей и публикаций с коллегами из Германии, Франции, Англии и Канады.
Скончался 4 марта 1988 года от сердечного приступа. Похоронен в Москве.

## Основные научные работы и статьи
1. M. R. Aliev and J. K. G. Watson, J. Mol. Spectrosc. 75, 150 (1979).
2. M. R. Aliev and J. K. G. Watson, in Molecular Spectroscopy: Modern Research, edited by K. Narachari Rao (Academic, New York, 1985), Vol. III
3. D. Papousek and M. R. Aliev, Molecular Vibrational Rotational Spectra (Academia, Prague, 1982).
4. Aliev M,Papoušek D,Urban Š,Third-order theory of the line intensities in the allowed and forbidden vibrational-rotational bands of C<inf>3v</inf> molecules,Journal of Molecular Spectroscopy (1987)
5. Aliev M,Mikhailov V,Watson J,Higher order dipole moments for pure rotational transitions of methane-type molecules,Journal of Molecular Spectroscopy (1986)
6. Aliev M,Yamada K,Birss F,Effective Hamiltonian for polyatomic linear molecules,Journal of Molecular Spectroscopy (1985)
7. Aliev M, Mikhailov V,Forbidden rotational and vibrational-rotational transitions in H<inf>3</inf>+,Acta Physica Hungarica (1984)
8. Aliev M,Hougen J,The effects of vibration-rotation interaction on the quadrupole hyperfine structure of molecular rotational levels,Journal of Molecular Spectroscopy (1984)
9. Aliev M,Watson J,The rotational dependence of diagonal Coriolis coupling,Journal of Molecular Spectroscopy (1979)
10. Aliev M,Watson J,Upper and lower bounds of quartic centrifugal distortion constants,Journal of Molecular Spectroscopy (1979)
11. Aliev M,Watson J,Calculated sextic centrifugal distortion constants of polyatomic molecules,Journal of Molecular Spectroscopy (1976)
12. Aliev M,Forbidden rotational transitions in molecules,Soviet Physics — Uspekhi (1976)
13. Aliev M,Mikhaylov V,Forbidden rotational spectra of axially symmetric polar moleculesJournal of Molecular Spectroscopy (1974)
14. Aliev M,New relations between centrifugal distortion and coriolis coupling constants of polyatomic molecules,Journal of Molecular Structure (1974)
15. Aliev M,Sextic centrifugal distortion constants of axially symmetric molecules,Journal of Molecular Spectroscopy (1974)
16. Aliev M,Aleksandrov A,Transformation properties of centrifugal distortion constants of polyatomic molecules,Journal of Molecular Spectroscopy (1973)